# Henri Gorceix
Pour les articles homonymes, voir Gorceix.
Claude-Henri Gorceix , né à Saint-Denis-des-Murs le 19 octobre 1842 et mort à Bujaleuf le 6 septembre 1919, est un minéralogiste français, fondateur de l'École des mines du Brésil à Ouro Preto. Le minéral gorceixite est nommé en son honneur,.

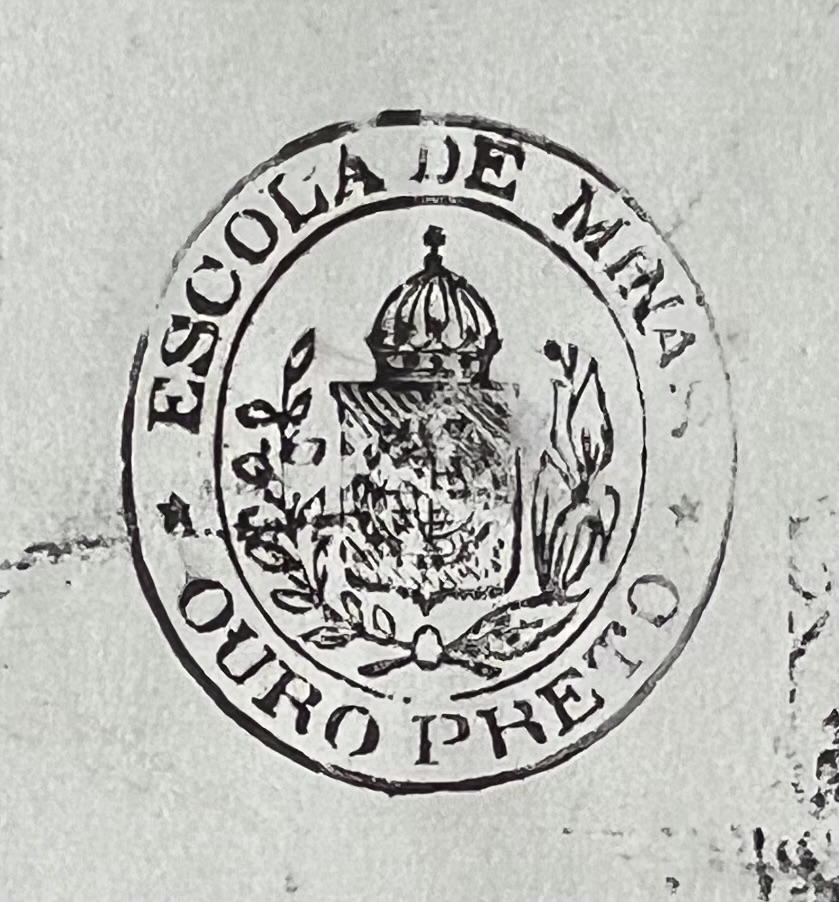

## Famille
Né à Saint-Denis-des-Murs (Haute-Vienne) le 19 octobre 1842, il est le fils d'Antoine Gorceix (1803-1853) et Valérie-Cécile Beaure d'Augères (1803-1863).
Sa mère, demeurée veuve avec sept enfants, quitte la propriété de Saint-Denis-des-Murs pour vivre à Saint-Léonard-de-Noblat. Il a onze ans. Henri-Claude est descendant d'une grand-mère Gay de Lage, côté paternel, et d'une autre grand-mère Gay de Lage, côté maternel et c'est Louis-Camille Gay de Vernon (1796-1863), branche cadette des Gay de Lage, qui sera son tuteur.
(Son grand-père, Jean-Baptiste Gorceix (1777-1844) avait épousé en 1802, Catherine Gay de Lage et en 1824, Marguerite Gay-Lussac, sœur du célèbre savant Joseph-Louis Gay-Lussac. Son grand-père maternel, Martial Beaure d'Augères (1760-1835) avait épousé en 1793, Claudine Gay de Lage du Palland.)

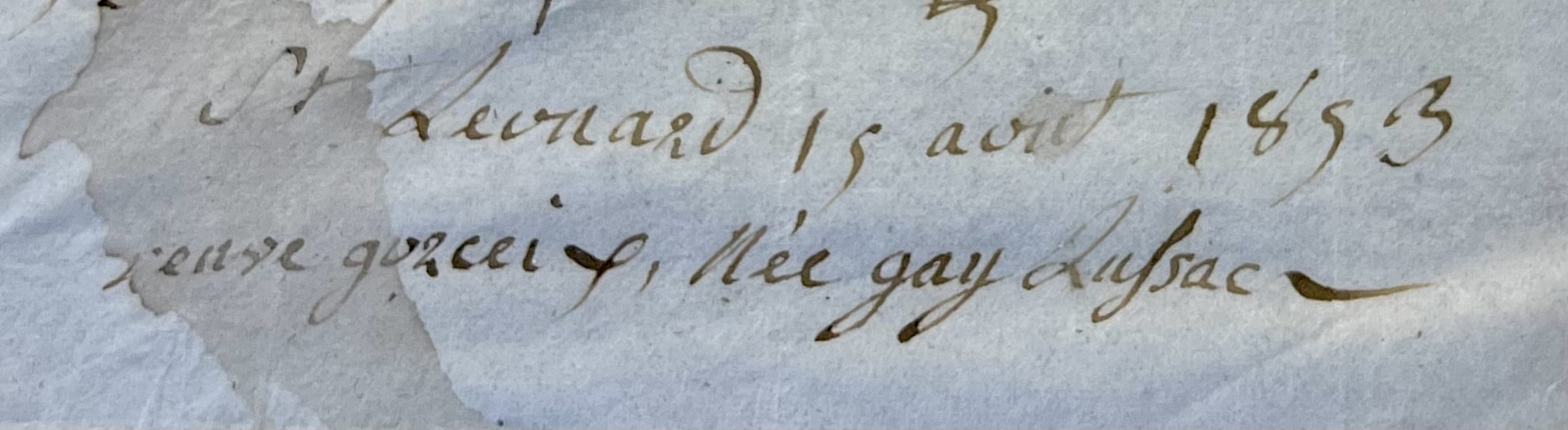
Marguerite Gorceix, née Gay Lussac

Il épouse à Ouro Preto le 27 juin 1885, Constança-Béatrix da Silva-Guimaraes, fille de Joaquim da Silva-Guimaraes, conseiller suprême fédéral et de Maria-Isabel da Silva-Guimaraes, et petite-nièce du poète et romancier brésilien Bernardo Guimaraes. Ils ont une fille, Cécile, baptisée à Ouro Preto, filleule de l'empereur et de l'impératrice du Brésil.

## Carrière
Henri Gorceix fait de brillantes études au lycée de Limoges puis à Douai et entre à l'École normale supérieure de la rue d'Ulm, section des sciences en 1863. L'un de ses maîtres, le grand Louis Pasteur le notait ainsi :
« Le meilleur de la division de physique ; beaucoup de feu et de zèle ». Après avoir passé l'agrégation, il fut envoyé comme professeur au lycée d'Angoulême. Il était impatient de mener une vie plus active que celle d'universitaire en province et Pasteur lui écrivait un peu vivement de prendre patience. D'ailleurs l'année suivante, il revenait à l'École normale comme préparateur dans le laboratoire d'Achille Delesse.
Il fut, peu après, envoyé en mission scientifique à l'École française d'Athènes, du 1er juin 1869, au 1er juin 1873, où l'érudit historien Georges Radet, parle de l'innovation en ces termes : « Avec Gorceix fut inaugurée la section des sciences ». Nous ne pouvons pas le suivre dans des explorations qui, présentant quelques risques dans ces contrées alors infestées de brigands, ont mis en relief son humeur aventureuse. Il glana des observations de tout ordre en Achaïe, à Corinthe, Kos et Nisyros, en Eubée, au Laurium, en Thessalie, à Santorin, en Italie lors d'une éruption du Vésuve, et les dispersa en de nombreuses notes dans diverses revues scientifiques.
En 1874, de retour à Paris pour préparer sa nomination à une chaire d'université, Gabriel Auguste Daubrée recommande vivement Henri-Claude Gorceix à l'empereur du Brésil Don Pedro II, qui cherche un minéralogiste énergique, capable d'une grande initiative personnelle. Henri Gorceix accepte la proposition impériale. Il est reçu à la cour en 1875. Le gouvernement brésilien le charge de recueillir des minéraux et de chercher le meilleur emplacement pour la création d'une école des mines dans l'État de Minas-Gerais. C'est en chevauchant qu'Henri Gorceix traverse les étendues herbeuses du sertào, les montagnes accidentées, sur les traces des anciens Bandeirantes, pour atteindre Ouro Preto où il fondera son École des mines. Henri Gorceix adresse un substantiel rapport au ministère : l'École est créée par décret, daté du 6 novembre 1875. La cérémonie d'ouverture a lieu le 12 octobre 1876. Henri Gorceix, à cette occasion, prononce un discours d'une grande netteté scientifique pour fixer les principes du programme d'études. Orville Adalbert Derby écrit : « Une ère nouvelle dans les progrès de recherches minières du pays ».
Henri Gorceix, en plus de ses fonctions directoriales, est chargé des enseignements de géologie, minéralogie, physique et chimie. Il fait venir de France d'anciens élèves de l'École des mines de Paris : Armand de Bovet, Arthur Thiré, Paul Ferrand, les cadres sont, ensuite, complétés par des professeurs brésiliens.

À partir de 1881, commence la publication des Annales de l'École des Mines où Henri Gorceix fait paraître des études, qu'il résume dans de brefs comptes rendus à l'Académie des sciences de Paris. Nul ne s'intéressait plus que l'empereur Don Pedro II aux progrès de l'École des mines. Dans de nombreuses lettres à Henri Gorceix, écrites toutes de sa main, en français, il parle des détails d'organisation, de recherches sur les minéraux, exprime le vœu que les Sociétés françaises viennent exploiter le sous-sol de Minas. Depuis longtemps l'empereur souhaitait la visite de Pasteur au Brésil. En 1882, il écrivait déjà à Henri Gorceix : « Vous comprenez que c'est bien grave d'insister auprès de Pasteur pour qu'il vienne s'exposer à la fièvre jaune ; mais vous pouvez lui dire, quoique cela soit à prévoir, que son voyage au Brésil serait un grand évènement pour mon pays et que je ne pourrais assez lui exprimer combien j'en serais content ».

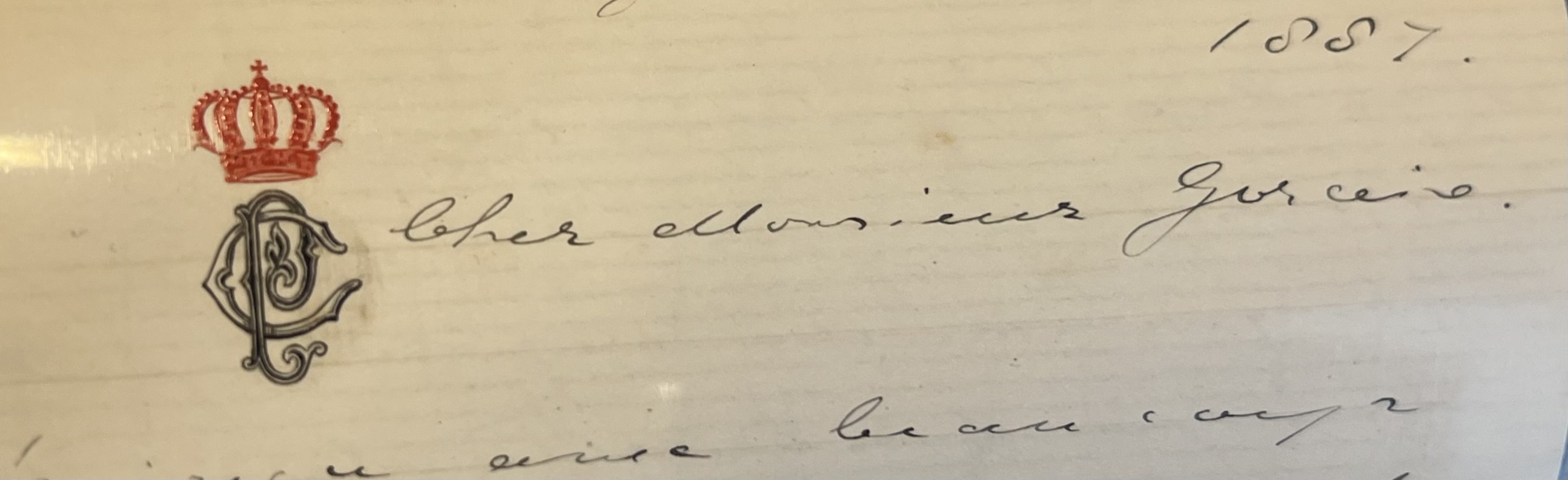

En 1889, l'École des mines prospère et commence à faire connaître son activité à l'étranger. À l'Exposition universelle de Paris, elle obtient une grande médaille pour ses méthodes d'enseignement et ses publications scientifiques, une médaille d'or pour sa collections de minéraux de l'État du Minas-Gerais.
Le 14 octobre 1891, Henri Gorceix quitte sa chère École d'Ouro Preto. Une révolution pacifique avait obligé l'empereur à prendre le chemin de l'exil. Henri Gorceix qui a toujours refusé de laisser la politique s'introduire dans l'École, préfère, pour éviter tout conflit avec les autorités nouvelles, donner sa démission. Il rentre en Limousin dans la propriété du Mont à Bujaleuf près de Saint Léonard de Noblat.
En 1896, le gouvernement de l'État de Minas fait de nouveau appel à lui, pour utiliser son esprit d'organisation dans une voie nouvelle. Il accepte de retourner au Brésil avec le titre d'inspecteur général de l'enseignement agricole pour installer des écoles d'agriculture. Il rédige à la même époque, des rapports minutieux sur l'acclimatation au Brésil des races bovines européennes, notamment de la race Limousine. À la suite de changements de directives gouvernementales cette œuvre, magistralement amorcée, ne fut pas continuée avec méthode.
Depuis qu'il a quitté la direction de l'École des mines du Brésil en 1891, Henri Gorceix oscille, entre son pays d'origine, la France et son pays d'adoption et de réussite, le Brésil, entre Paris et Rio. Côté France, il subit une déception :  la réintégration trop tardive dans le corps professoral régulier des universités est irréalisable, d'autant que son ancien directeur de la rue d'Ulm et fidèle protecteur, Louis Pasteur est mort en 1895. Les collègues et amis continuent à l'accueillir, comme « ancien élève », « membre correspondant », « rédacteur de bulletins et mémoires ».
En 1908, il effectue son dernier séjour au Brésil.
Henri Gorceix est élu maire de sa commune, celle de Bujaleuf en 1898, comme son père, Antoine l'avait été pour Saint-Denis-des-Murs.

## Décorations
- Chevalier de la Légion d'honneur.
- Officier de l'instruction publique.
- Dignitaire de l'ordre impérial de la Rose du Brésil (24 août 1889).
- Baron non héréditaire de l'empire du brésil.
- Armoiries : d'or à sept fusées rangées en fasce de sinople et accompagnées en chef d'une plume de gueules posée en bande, d'une croix d'Alcantara de sinople et en pointe d'une rose de gueules feuillée de sinople.

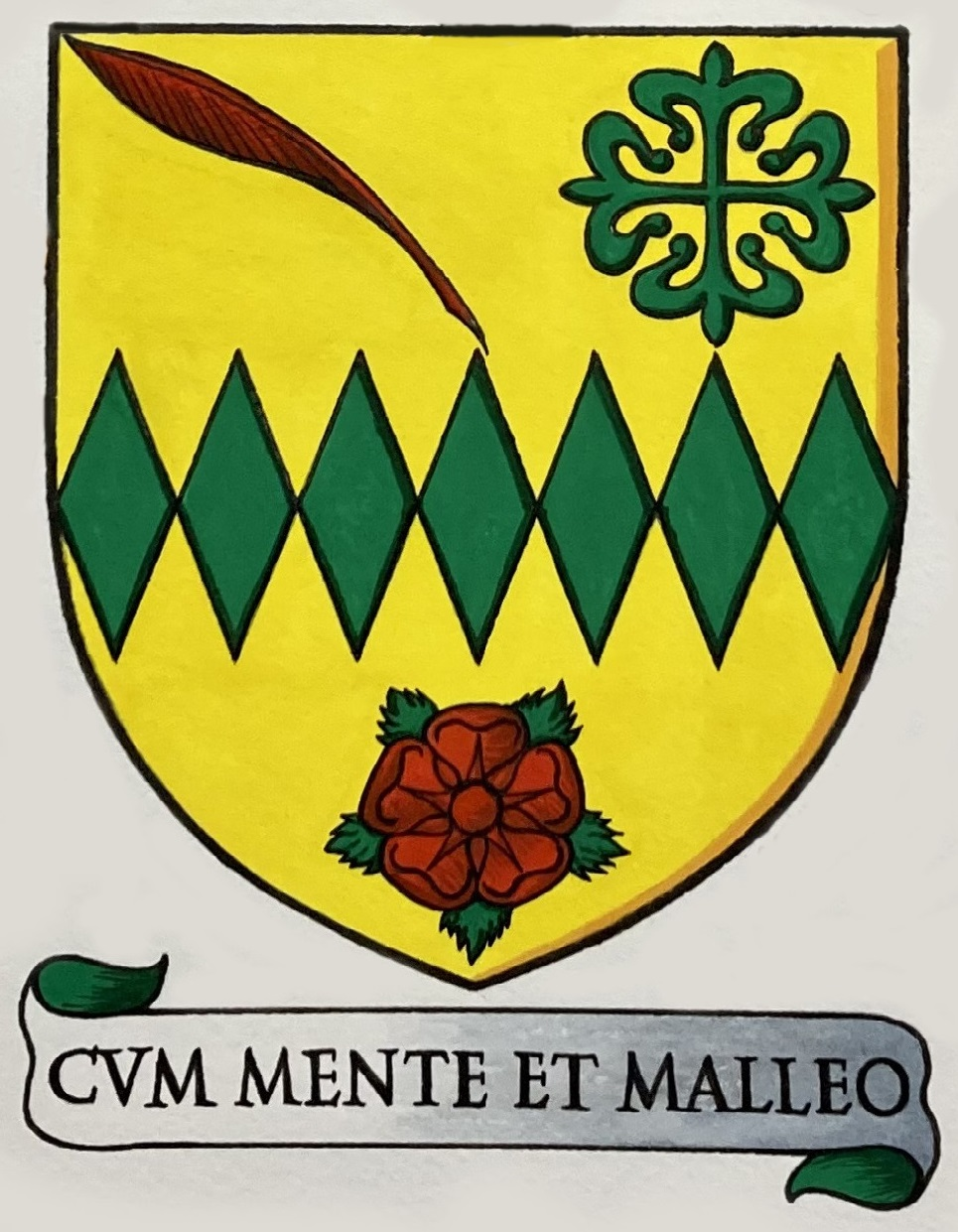

## Œuvres publiées
- Henri Gorceix, « Aperçu géologique sur l'ile de Cos », Paris, Gauthier-Villars, 1876
- Henri Gorceix, collaborateur dans : « Émile Levasseur, Le Brésil », Paris, 1889
- Henri Gorceix, Correspondance avec D. Pedro II, empereur du Brésil, dans : Margarida Rosa de Lima, « Pedro II e Gorceix : a fundacão da Escola de minas de Ouro Preto » (Henri Gorceix : fondateur et directeur de l’École des mines de Ouro Preto), d'après sa correspondance inédite avec l'empereur du Brésil Dom Pedro II), Ouro Preto, Fundacão Gorceix, 1977